# My Larsen
My Hollinger Larsen (født 9. februar 1999) er en dansk curlingspiller, der til dagligt spiller i Hvidovre Curling Club og Danmarks kvindecurlinglandshold.
Hun repræsenterede for første gang Danmark ved vinter-OL 2022 i Beijing, hvor hun er med som lead sammen med de øvrige curlingspillere Madeleine Dupont, Denise Dupont og Mathilde Halse. Derudover havde hun stor succes på det danske ungdomsland i curling og har deltaget ved både Junior-VM, Mixed-VM, EM. Hun fik VM-slutrundedebut for Danmark ved VM i curling 2021 i Calgary, hvor det danske hold blev nummer 5 og efterfølgende kvalificerede sig til Vinter-OL 2022.